# Scytalidium flavobrunneum
Scytalidium flavobrunneum är en svampart som först beskrevs av J.H. Mill., Giddens & A.A. Foster, och fick sitt nu gällande namn av Sigler 1976. Scytalidium flavobrunneum ingår i släktet Scytalidium, ordningen disksvampar, klassen Leotiomycetes, divisionen sporsäcksvampar och riket svampar.   Inga underarter finns listade i Catalogue of Life.